# Bezetting (militair)

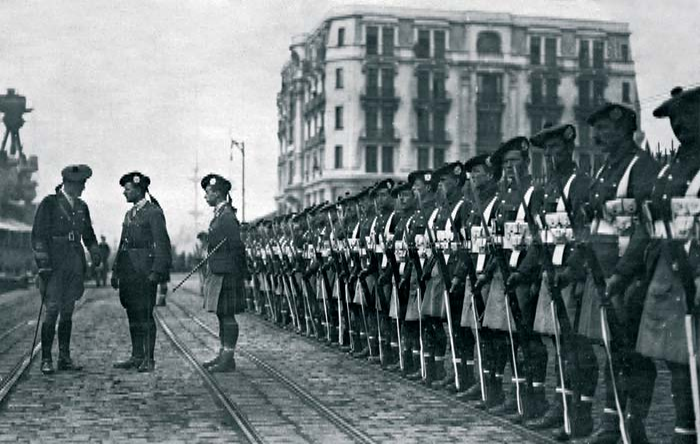
Britse bezettingstroepen in Istanbul, 1919-1920

Van een militaire bezetting of kortweg bezetting is sprake wanneer het grondgebied van een land geheel of deels wordt bestuurd door een ander land, meestal in situaties van oorlog. Wanneer het bezettende land het bezette land formeel aan zijn grondgebied toevoegt, spreekt men van annexatie. Zolang de annexatie niet internationaal is erkend blijft er sprake van bezet gebied.

## Internationaal recht
Bij een militaire bezetting is de bezetter gebonden aan het
internationaal recht, in het bijzonder Sectie III van het Verdrag nopens de wetten en gebruiken van de oorlog te land (1907) (Convention (IV) respecting the Laws and Customs of War on Land) en Sectie III van de Vierde Geneefse Conventie van 1949.

## Bestuur
Bij een duurzame militaire bezetting waarbij de bezetter niet de intentie heeft om het bezette gebied op te geven, zal de bezettingsmacht een militaire regering installeren die wordt gecontroleerd door de bezetter. Deze regering kan bestaan uit militairen, burgers, of een combinatie daarvan.

## Voorbeelden van militaire bezettingen
- Georgië: In 1992-1994 scheidden Abchazië en Zuid-Ossetië zich af van Georgië met behulp van het Russische leger. Beide de facto republieken worden door de meeste landen niet erkend. De Russische militaire steun aan en aanwezigheid in deze zelfverklaarde republieken sinds de Russisch-Georgische Oorlog van 2008 wordt door zowel Georgië als het grootste deel van de internationale gemeenschap beschouwd als bezetting.
- Noord-Cyprus: In 1974 bezet door Turkije.
- Tibet: In 1950-1951 door China bezet en later door China geannexeerd als "Autonome Regio" binnen China en gekoloniseerd door Han-Chinezen.
- Oekraïne: In 2014 bezette Rusland tijdens de Russisch-Oekraïense Oorlog het Oekraïense schiereiland de Krim. Na een – internationaal als schijnvertoning beschouwd – referendum,[4] werd het door Rusland geannexeerd. In Oost-Oekraïne werden in hetzelfde jaar de provincies Donetsk en Loehansk veroverd door Rusland gesteunde separatisten. In 2022 werden deze provincies, tezamen met Cherson en Zaporizja eveneens door Rusland geannexeerd na internationaal niet erkende referenda.

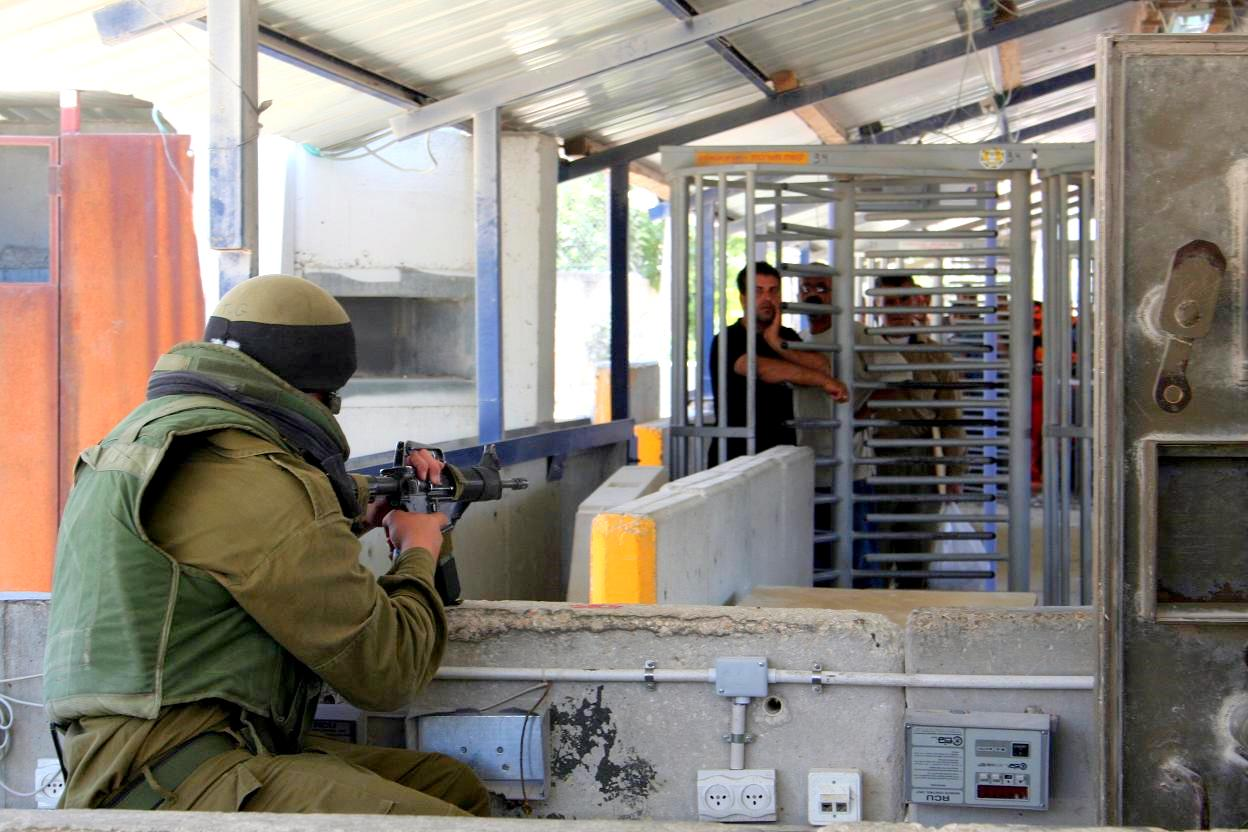
Een Israëlische soldaat houdt controle op de toegang voor Palestijnen, bij het Huwara-checkpoint op de Westelijke Jordaanoever, 2006

- Palestina: In 1967 veroverde en bezette Israël de Westelijke Jordaanoever, inclusief Oost-Jeruzalem en de Gazastrook, tezamen het leeuwendeel van de militair door Israël bezette gebieden. Gaza vormt een Palestijnse territoriale eenheid met de Westoever en is na 2007 volledig militair door Israël geblokkeerd en onder zijn controle gebracht. Oost-Jeruzalem werd in 1980 eenzijdig geannexeerd. De annexatie is internationaal niet erkend en door de Verenigde Naties herhaaldelijk veroordeeld. De Westoever is grotendeels gekoloniseerd door middel van nederzettingen en is onderhevig aan een sluipende de facto annexatie. .
- Syrische Golanhoogten: In 1967 door Israël veroverd en in 1981 eenzijdig geannexeerd. De annexatie is internationaal niet erkend en door de Verenigde Naties herhaaldelijk veroordeeld. Militair gebied dat mede wordt bewoond door Israëlische kolonisten.
- Westelijke Sahara: Grotendeels militair bezet door Marokko. Het grootste deel van de oorspronkelijk bewoners, de Sahrawi, werd verdreven naar vluchtelingenkampen in Zuidwest-Algerije. Het woestijnachtige oosten wordt gecontroleerd door bevrijdingsbeweging Polisario. Marokko vestigde veel kolonisten in het bezette gebied. De territoriale wateren van Westelijke Sahara worden geëxploiteerd door voornamelijk Europese vissers. Europa heeft met Marokko landbouw- en visverdragen gesloten die zijn verankerd in een Euro-mediterrane associatieovereenkomst. De EU is bij herhaling door rechters veroordeeld wegens het sluiten van illegale verdragen.[5] In 2021 werden protocollen door het Europees Hof van Justitie ongeldig verklaard.[6] Het laatste visverdrag, waarvoor de EU jaarlijks hoge vergoedingen aan Marokko betaalt, werd nog in juli 2023 door het Hof vernietigd.[7]

## Militaire bezettingen in het verleden

### Religieuze veroveringen
Tijdens de kruistochten, in de late middeleeuwen, trokken christelijke legers uit het Westen naar het Midden-Oosten om het Heilige Land te veroveren. In verschillende perioden veroverden islamitische legers grote delen van Europa en/of Noord-Afrika, om daar een kalifaat te vestigen.
In de 21ste eeuw veroverden islamitische niet-statelijke militanten eveneens gebieden in het Midden-Oosten om een kalifaat te stichten onder de naam Islamitische Staat (IS, ISIS of ISIL). Laatstgenoemde militaire bezettingen waren niet duurzaam, doordat zij intensief werden bestreden door een brede coalitie van staten. In 2014 wist IS tijdelijk delen van Syrië en Irak te veroveren en daar een salafistisch regime te vestigen. Nadat zij daar waren verdreven, bleef het bij guerrilla-aanvallen en terroristische aanslagen

### Kolonialisme
In de 16de tot 21ste eeuw veroverden de toenmalige Westerse wereldmachten met militaire middelen systematisch grote gebieden in Afrika, Azië en Zuid-Amerika. Zij claimden deze gebieden als zijnde deel van hun territorium. Troepen werden ter plaatse gestationeerd. Rivaliserende wereldmachten vochten onderling om deze gebieden, totdat een status quo was bereikt waarin zij elkaars koloniën als rechtmatig geannexeerde gebieden erkenden, die echter door het leger moesten worden beschermd.
Spanje en Portugal koloniseerden met name Midden- en Zuid-Amerika, Groot-Brittannië en Frankrijk in Afrika en Azië. Duitsland veroverde onder meer Duits-Zuidwest-Afrika, het huidige Namibië. Dit werd veroverd en later militair bezet door het Zuid-Afrikaanse apartheidsregime, dat zelf was gevestigd door militaire verovering van Zuid-Afrika door Groot-Brittannië en Nederland. Het Britse Rijk werd het grootste imperium aller tijden, dat ook India en Australië omvatte. Nederland bezette onder andere Nederlands-Indië, Nederlands-Nieuw-Guinea en Suriname. België verwierf de kolonie Belgisch-Congo.
Het Romeinse Rijk had reeds vanaf de zesde eeuw voor Christus grote delen van Europa militair bezet en gekoloniseerd, en deze vervolgens aan zijn grondgebied toegevoegd door annexatie.

### Eerste Wereldoorlog
Na de overwinning op het Ottomaanse Rijk werd het Midden-Oosten en de Levant als mandaatgebied verdeeld tussen Frankrijk en Groot-Brittannië, waarna Palestina gekolonialiseerd werd.

### Tweede Wereldoorlog
In de aanloop van en tijdens de Tweede Wereldoorlog bezette Duitsland grote delen van Europa. België was van 28 mei 1940 tot de bevrijding omstreeks 17 september 1944 door nazi-Duitsland bezet, Nederland van 15 mei 1940 tot 6 mei 1945. Nederlands-Indië was van 1942 tot 15 augustus 1945 door Japan bezet.
Na de oorlog werd Duitsland door de geallieerde landen (Sovjet-Rusland, Groot-Brittannië, Frankrijk en de Verenigde Staten) bezet en opgedeeld in bezettingszones.
Direct na de terugtrekking van Groot-Brittannië uit het mandaatgebied Palestina in 1948 riepen Joodse leiders aldaar de staat Israël uit met als gevolg oorlogen en conflicten met de omringende Arabische landen. Egypte bezette daarop de Gazastrook en Jordanië de westelijke Jordaanoever (Jordaanse bezetting van de Westelijke Jordaanoever).

### Na de Tweede Wereldoorlog
In 1967 bezette Israël de Palestijnse gebieden en de Syrische Golanhoogten. Deze zijn tot op heden bezet en daarmee is het de langste militaire bezetting in de moderne geschiedenis. In 1978 bezette Israël ook Zuid-Libanon en in 2006 nogmaals.